# Ротсей (город, Миннесота)
Ротсей (англ. Rothsay) — город в округах Уилкин, Оттер-Тейл, штат Миннесота, США. На площади 10,4 км² (10,4 км² — суша, водоёмов нет), согласно переписи 2002 года, проживают 497 человек. Плотность населения составляет 47,7 чел./км².
Через город проходит межштатная автомагистраль I-94.
- Телефонный код города — 218
- Почтовый индекс — 56579
- FIPS-код города — 27-56014[1]
- GNIS-идентификатор — 0650315[2]